# Крёгер, Берри
Берри Крёгер (англ. Berry Kroeger; 16 октября 1912 года — 4 января 1991 года) — американский актёр радио, кино, театра и телевидения, наиболее известный по фильмам 1940-50-х годов.
«Опытный характерный актёр, часто исполнявший роли злодеев», Крёгер сыграл свои лучшие роли в фильмах нуар, таких как «Плач большого города» (1948), «Тёмное прошлое» (1948), «Чикагский предел» (1948), «Акт насилия» (1949) и «Без ума от оружия» (1950).

## Ранние годы
Берри Крёгер родился 16 октября 1912 года в Сан-Антонио, Техас. В юности Берри проявил способности к игре на фортепиано, но выиграв в 15-летнем возрасте конкурс драматического мастерства штата Техас, он решил стать актёром. После школы Крёгер поступил в Калифорнийский университет в Беркли, но уже год спустя вернулся в Техас. Поступив на работу в один из театров Сан-Антонио, Крёгер получил там не только ценный опыт сценической игры, но и навыки драматургии и строительства декораций. Вскоре Крёгер стал профессионально выступать на радио, где использовал свою разностороннюю подготовку, чтобы стать диктором, сценаристом и программным директором на крупнейшей радиостанции Сан-Антонио.
В 1940 году, сэкономив 150 долларов, Крёгер отправился в отпуск в Калифорнию, но так и остался там на два года, получив работу актёра на одной из радиостанций Голливуда. Год спустя он дебютировал в кино в эпизодической роли в очаровательной комедии «Том, Дик и Гарри» (1941) с участием Джинджер Роджерс, а также начал оттачивать свои актёрские навыки в знаменитом театре Пасадины и в мастерской Макса Рейнхардта.

## Карьера на нью-йоркском радио в 1940-е годы
В 1942 году Крёгер перебрался в Нью-Йорк, решив сделать ставку на свой звучный голос и актёрский талант, а также на то, что один из критиков назвал «вездесущностью» на радио. Как отмечает Карен Хэннсберри, «в течение нескольких лет его голос звучал почти в каждом крупном шоу или в сериале на радиоволнах», включая такие программы, как «Большая сестра», «Центральный вокзал», «Молодой доктор Мэлоун», «Святая святых», «Тонкий человек», «Супермен» и «Перри Мейсон». Он также был одним из нескольких актёров, игравших роль Сокола в одноимённом радиосериале о джентльмене-детективе. Кроме того он играл гостевые роли в таких программах, как «Радиотеатр „Люкс“», «Радиомастерская CBS», «Первая ночная программа» и «Театр Mercury в эфире». Он также был ведущим программы «Большая история», в которой в драматической форме рассказывалось о репортёрской работе. Как заметил один критик, у Крёгера «был хороший голос для радио» .

## Бродвейская карьера в 1943-56 годах
В 1943 году Крёгер дебютировал на Бродвее в недолго продержавшейся комедии Наннэли Джонсона «Мир полон девушек». За ней последовала игра в таких успешных постановках, как «Тереза» (1945) по роману Эмиля Золя, «Буря» (1945) по пьесе Уильяма Шекспира с Хелен Хейс в главной роли и «Жанна Лотарингская» (1946-47) по пьесе Максвелла Андерсона с Ингрид Бергман .
В 1950-е годы Крёгер трижды возвращался на Бродвей, где сыграл в шекспировской трагедии «Юлий Цезарь» (1950), комедии «Лежащая фигура» (1954-55) и в неудачной музыкальной комедии «Шангри-Ла» (1956), поставленной по роману Джеймса Хилтона «Потерянный горизонт» (1933). Несмотря на звёздный состав, этот спектакль выдержал только 21 представление. Всего за свою бродвейскую карьеру, охватившую 13 лет, Крёгер сыграл в девяти спектаклях.

## Карьера в кино в 1948—1959 годах
Во время игры на Бродвее в спектакле «Жанна Лотарингская» на Крёгера обратил внимание режиссёр Уильям Уэллман, пригласив его на роль второго плана в своём фильме «Железный занавес» (1948) с Дэной Эндрюсом и Джин Тирни в главных ролях. В этой шпионской драме, действие которой происходит в 1943 году, Крёгер создал первый из своих многочисленных отрицательных образов, сыграв небольшую, но важную роль руководителя коммунистической организации в Канаде. Его игра удостоилась нескольких хороших откликов.

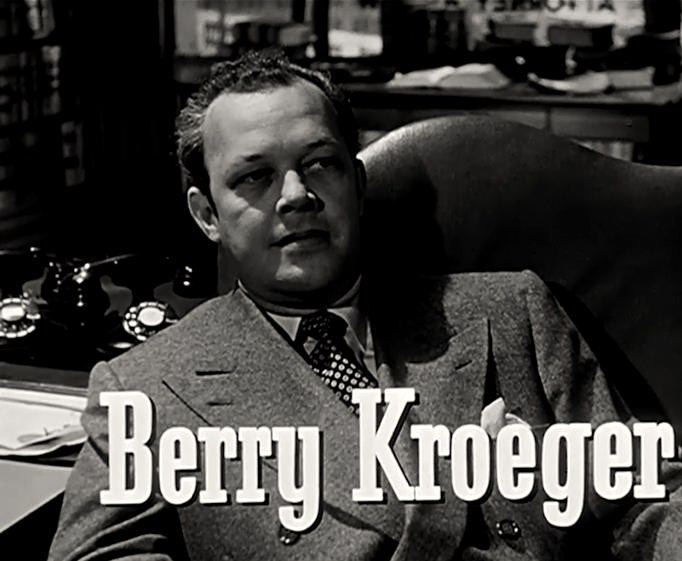
Берри Крёгер в трейлере фильма «Плач большого города» (1948)

В том же году Крёгер появился в своём первом из пяти фильмов нуар подряд — «Плач большого города» (1948) режиссёра Роберта Сиодмака. В этом фильме Крёгер сыграл запоминающуюся роль преступного адвоката Найлса, который сначала пытается убедить тяжело раненого профессионального преступника Мартина Роума (Ричард Конте) взять на себя вину в ограблении и убийстве, пытаясь его подкупить, а затем шантажировать, угрожая его любимой девушке. Сбежав из больницы, Роум приходит в офис к Найлсу, выясняя, что именно он стоит за ограблением и отбирает у адвоката украденное добро. Когда Найлс пытается стрелять в Роума, тот убивает его ножом и скрывается, однако в финале фильма полицейские во время преследования убивают Роума . Кинообозреватель «Нью-Йорк Таймс» среди нескольких «отличных ролей второго плана» выделил и работу Крёгера в качестве «коварного адвоката с несчастной судьбой». Джордж Х. Спайрс в Motion Picture Herald высказал мнение, что «созданный им образ неразборчивого в средствах адвоката с преступными наклонностями стал вершиной фильма», а Кей Проктор из Los Angeles Examiner в восторге написал: «Исключительно хороша также и игра Берри Крёгера (он там просто омерзителен!)» .
В фильме нуар «Тёмное прошлое» (1949) Крёгер появился в небольшой роли подручного жестокого, психически нездорового заключённого (Уильям Холден), который, сбежав из тюрьмы, захватывает пригородный дом и берёт в заложники полицейского психиатра (Ли Джей Кобб) вместе с женой, сыном и гостями . Кинокритик А. Х. Вейлер в «Нью-Йорк Таймс» отметил созданный Крёгером «ненавязчивый, но тщательно проработанный образ» в этом фильме .
Фильм нуар «Акт насилия» (1949) рассказывает об успешном бизнесмене Фрэнке Энли (Ван Хефлин), который, находясь в лагере для военнопленных во время Второй мировой войны, донёс нацистам на своих товарищей, готовивших побег, что привело к гибели нескольких человек. После войны бывший заключённый Джо Парксон (Роберт Райан) находит Фрэнка, чтобы отомстить ему. От стыда и страха Энли начинает пить, и во время очередной пьянки знакомится с бандитом по имени Джонни (Крёгер), который предлагает убить Парксона за 10 тысяч долларов. Когда Энли соглашается, Джонни заманивает Парксона на железнодорожную станцию. Однако, опомнившись, Энли приходит на станцию, чтобы предупредить былого друга. Заметив, как Джонни целится в Парксона, Энли преграждает путь пуле, а затем преследует Джонни и гибнет вместе с ним в автокатастрофе. Журнал Variety отметил, что «эта мрачная мелодрама сильно сделана и сыграна», и далее, что «актёрская игра и постановка достигают сюжетных целей, а все созданные образы находятся на высочайшем уровне». В свою очередь, критично оценивший картину в целом, кинообозреватель «Нью-Йорк таймс» Босли Кроутер тем не менее отметил «сильную игру» Крёгера наряду с другими исполнителями отрицательных ролей.
Позднее в том же году Крёгер появился в фильме «Чикагский предел» (1949), который рассказывал о расследовании репортёром Эдом Адамсом (Алан Лэдд) причин смерти молодой женщины (Донна Рид), в ходе которого он выходит на могущественного местного мафиози Соли Уэллман (Крёгер), который сначала отрицает связь с убитой, а по мере приближения Адамса к истине, пытается его убить. Во время решающей перестрелки в автомастерской репортёр обманывает и убивает гангстера . За эту роль в Hollywood Citizen-News Крёгера назвали «совершенно правдоподобным бандитом» , а Босли Кроутер, который в целом невысоко оценил фильм, написал по поводу игры Крёгера, что он выполняет «обычную для гангстера работу».
Последним фильмом нуар Крёгера стала культовая классика Джозефа Х. Льюиса «Без ума от оружия» (1950), в центре внимания которой были обречённые отношения помешанной на оружии молодой парочки — Барта Тэйра (Джон Долл) и Энни Лори Старр (Пегги Камминс). Барт становится партнёром Энни в снайперском номере, который она исполняет в странствующем цирке Пэккетта, роль которого исполняет Крёгер. Когда пьяный Пэккетт, имевший свои виды на Энни, пытается взять её силой, появившийся Барт стреляет в его сторону, после чего Пэккетт сразу же увольняет и его, и Энни. Оставшись без работы, парочка проводит серию вооружённых ограблений с убийствами, и в конце концов погибает от рук полиции . Фильм удостоился множества позитивных откликов со стороны критики, а в 1998 году даже был включён в Национальный реестр фильмов Библиотеки Конгресса, как имеющий культурное, историческое или эстетическое значение. Что же касается игры, Крёгера, то, по словам критика The Hollywood Reporter, он «впечатлил своей великолепной игрой в качестве карнавального зазывалы» .
Между игрой в фильмах нуар Крёгер также появился в таких картинах, как вестерн «Борющийся человек в равнинах» (1949) с Рэндольфом Скоттом, добротная морская драма взросления «В море на кораблях» (1949) с Ричардом Уидмарком и Лайонелом Бэрримором и приключенческий экшн «Чёрная магия» (1949) по роману «Жозеф Бальзамо», где Крёгер сыграл роль Александра Дюма-отца, однако этот фильм провалился в прокате.

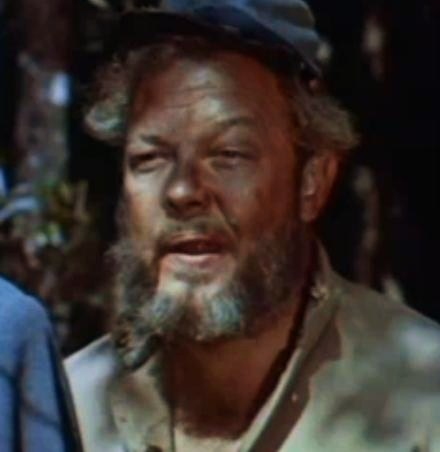
Берри Крёгер в фильме «Дезертиры» (1955)

Если в период с 1948 по 1950 год Крёгер появился на экране в общей сложности в 10 лентах, то за последующие десять лет у него было только пять картин. В частности, в приключенческой мелодраме «Клинок Монте-Кристо» (1951) он предстал в образе зловредного министра при дворе Наполеона III, в боевике «Кровавая долина» (1955) с участием Джона Уэйна он был пожилым китайцем в деревне, а в нуаровом триллере «Человек в хранилище» (1956) Крёгер в очередной раз исполнил роль мафиози .

## Карьера на телевидении в 1949-77 годах
Начиная с 1949 года, Крёгер начал активно работать на телевидении, появившись в качестве гостевой звезды в десятках телесериалов, среди них «Саспенс» (1949-52), «Перри Мейсон» (1958-64), «Мистер Счастливчик» (1959), «Гавайский глаз» (1960-62), «Стрелок» (1961), «Бонанза» (1961), «Напряги извилины» (1967), «Требуется вор» (1970), «ФБР» (1971), «Лонгстрит» (1971) и «Радио Цинциннати» (1978) . По мнению Эриксона, Крёгер особенно запомнился удачной пародией на Сидни Гринстрита в эпизоде комедийного криминального телесериала «Напряги извилины» под названием «Максвелл Смарт, частный детектив» (1967).

## Карьера в кино в 1960-70-е годы
В 1960-70-е году Крёгер продолжал играть время от времени в кино. В частности, в 1960 году в качественном триллере Генри Хэтэуэя «Семь воров» (1960) со звёздным актёрским составом, Крёгер сыграл роль водителя банды, совершающей ограбление казино в Монте-Карло, после чего принял участие в съёмках приключенческого фэнтези «Атлантида, потерянный континент» (1961), о мифическом «восьмом континенте» . По словам Хэннсберри, к сожалению, последняя часть кинокарьеры Крёгера состояла преимущественно из серии низкопробных фильмов ужасов, рассчитанных на шокирующий эффект, среди них кровавая лента «Комната ужасов» (1966), действие которой происходит в Балтиморе 19 века, «Восковый кошмар» (1969), неумелый клон популярного триллера «Дом восковых фигур» (1953), и «Вальс Мефистофеля» (1971), который во многом напоминал успешный фильм ужасов «Ребёнок Розмари» (1969). Ещё более ужасными, по мнению Хэннсберри, были фильмы ужасов «Невероятный двухголовый трансплантант» (1971), несмотря на участие в нём Брюса Дерна, и «Питомцы» (1974), «отвратительная трата времени о садисте, который держит женщин как домашних животных». Значительно лучше был фантастический триллер «Потомство демона» (1977) с Фритцем Уивером и Джули Кристи, в котором Крёгер сыграл свою последнюю роль в кино.

## Актёрское амплуа и анализ творчества
Берри Крёгер был разносторонним артистом, который на начал карьеру на радио, после чего на протяжении последующих трёх десятилетий сыграл в нескольких десятках фильмов, а также в театре и на телевидении. В 1930-е годы он сделал успешную карьеру на нью-йоркском радио, где, как отметил Эриксон, его «бархатистый голос звучал в нескольких крупных радиодрамах». Хэннсберри отмечает, что «прежде чем обратиться к большому экрану Крёгер сделал себе имя как характерный актёр на сцене и на радио, сыграв в различных популярных радиопрограммах, включая „Супермен“ и „Тонкий человек“, и появившись на Бродвее с такими звёздами, как Ингрид Бергман и Хелен Хейс». Начиная с 1948 года, Крёгер начал работать в Голливуде, где, по словам Хэннсберри, «за 36 лет сыграл всего лишь в 31 фильме — из которых почти треть была фильмами ужасов, выпущенных ближе к концу его карьеры» .
По словам Хэннсберри, «пугающий стиль поведения и проницательный взгляд позволили Крёгеру создать серию запоминающихся образов в эпоху фильма нуар». Киновед отмечает, что «свои самые заметные роли Крёгер сыграл за два года в пяти фильмах нуар» — «Плач большого города» (1948), «Тёмное прошлое» (1948), «Чикагский предел» (1948), «Акт насилия» (1949) и «Без ума от оружия» (1950) . За созданные в каждом из этих фильмов преступные образы Крёгер «удостоился восторженных отзывов критики» . Как пишет Хэннсберри, «интересно, что сыграв только роли второго плана в пяти фильмах нуар, Крёгер тем не менее смог обеспечить себе прочное место в анналах кино своего времени, создав серию запоминающихся образов совершенно отвратительных персонажей. Используя мало экранного времени по сравнению с более известными звёздами, Крёгер обладал пугающим экранным образом, который сделал его незабываемым». На сайте Turner Classic Movies отмечается, что «умение Крёгера показать зловещую болезненную ухмылку и сердитый злобный взгляд привело к тому, что во второй части кинокарьеры его часто стали приглашать на роли в „халтурных фильмах“, таких как „Комната ужасов“ (1966) и „Невероятный двухголовый трансплантант“ (1971)». Как написал Эриксон, «большинство киноперсонажей Берри Крёгера можно обобщить одним словом — слизь».

## Последние годы жизни и смерть
В 1978 году Крёгер по состоянию здоровья ушёл на пенсию, после чего исчез из поля зрения. Он умер 4 января 1991 года от почечной недостаточности в возрасте 78 лет в медицинском центре Лос-Анджелеса. У Крёгера осталась жена Мэри Агнесс .

## Фильмография

### Кинематограф
- 1948 — Железный занавес / The Iron Curtain — Джон Грабб, он же «Пол»
- 1948 — Плач большого города / Cry of the City — У. А. Найлс
- 1948 — Акт насилия / Act of Violence — Джонни
- 1948 — Тёмное прошлое / The Dark Past — Майк
- 1949 — На кораблях по морю / Down to the Sea in Ships — Манчестер
- 1949 — Чёрная магия / Black Magic — Александр Дюма-старший
- 1949 — Чикагский предел / Chicago Deadline — Соли Уэллман
- 1949 — Борьба с человеком равнины / Fighting Man of the Plains — Клифф Бэйли
- 1950 — Без ума от оружия / Deadly Is the Female — Пэккетт
- 1950 — Виновен в измене / Guilty of Treason — полковник венгерской полиции Тимар
- 1951 — Клинок Монте-Кристо / The Sword of Monte Cristo — министр Шарль Ля Рош
- 1952 — Сражения вождя Понтиака / Battles of Chief Pontiac — полковник фон Вебер
- 1955 — Дезертиры / Yellowneck — Планкетт
- 1955 — Кровавая аллея / Blood Alley — Старый Фенг
- 1956 — Человек в хранилище / Man in the Vault — Уиллс Трент
- 1960 — Семь воров / Seven Thieves — Хьюго Баумер
- 1960 — Сказание о Руфи / The Story of Ruth — Хуфим
- 1960 — Движущаяся мишень / The Walking Target — Арни Хоффман
- 1961 — Атлантида, погибший континент / Atlantis, the Lost Continent — хирург
- 1962 — Гитлер / Hitler — Эрнст Рём
- 1962 — Охота на женщину / Womanhunt — Петри / Осгуд
- 1964 — Путешественники во времени / The Time Travelers — Престон
- 1964 — Молодой Хоук / Youngblood Hawke — Джок Маас
- 1966 — Комната ужасов / Chamber of Horrors — Чан Синг
- 1969 — Восковый кошмар / Nightmare in Wax — Макс Блэк
- 1970 — Дикая сцена / The Wild Scene — Тим О’Ши
- 1971 — Вальс Мефистофеля / The Mephisto Waltz — Рэймонт
- 1971 — Невероятный двухголовый трансплантат / The Incredible 2-Headed Transplant — Макс
- 1971 — Семь минут / The Seven Minutes — Пол Ван Флит
- 1974 — Питомцы / Pets — ценитель искусства
- 1975 — Человек в стеклянной будке / The Man in the Glass Booth — Йоахим Бергер
- 1977 — Потомство демона / Demon Seed — Петросян

### Телевидение
- 1949-52 — Первая студия / Studio One (телесериал, 8 эпизодов)
- 1949-52 — Саспенс / Suspense (телесериал, 3 эпизода)
- 1950 — Часы / The Clock (телесериал, 3 эпизода)
- 1950 — Сеть / The Web (телесериал, 1 эпизод)
- 1951 — Театр Пулитцеровской премии / Pulitzer Prize Playhouse (телесериал, 1 эпизод)
- 1951-52 — Отбой / Lights Out (телесериал, 3 эпизода)
- 1952 — Лицо Испании / The Face of Spain (телефильм)
- 1952 — Телевизионный театр «Крафт» / Kraft Television Theatre (телесериал, 1 эпизод)
- 1953 — Жена Сократа / Socrate’s Wife (телефильм)
- 1953 — Агенты казначейства в действии / Treasury Men in Action (телесериал, 1 эпизод)
- 1954 — Бегство из Катая / Flight from Cathay (телефильм)
- 1954 — Святая святых / Inner Sanctum (телесериал, 1 эпизод)
- 1954 — Опасность / Danger (телесериал, 1 эпизод)
- 1955 — Мальчики из Грим-маунтин / The Greem Mountain Boys (телефильм)
- 1955 — Кульминация! / Climax! (телесериал, 1 эпизод)
- 1955 — Видотеатр «Люкс» / Lux Video Theatre (телесериал, 1 эпизод)
- 1955-56 — Театр четырёх звёзд / Four Star Playhouse (телесериал, 4 эпизода)
- 1956 — Звёздный театр «Шлитц» / Schlitz Playhouse of Stars (телесериал, 1 эпизод)
- 1957 — Продюсерская витрина / Producers' Showcase (телесериал, 1 эпизод)
- 1957 — Сборник / Omnibus (телесериал, 1 эпизод)
- 1958 — Знакомьтесь: Макгроу / Meet McGraw (телесериал, 1 эпизод)
- 1958 — Тонкий человек / The Thin Man (телесериал, 1 эпизод)
- 1958 — Майк Хаммер / Mike Hammer (телесериал, 1 эпизод)
- 1958 — Театр «Алкоа» / Alcoa Theatre (телесериал, 1 эпизод)
- 1958 — Человек с камерой / Man with a Camera (телесериал, 1 эпизод)
- 1958-64 — Перри Мейсон / Perry Mason (телесериал, 7 эпизодов)
- 1959 — Сансет-стрип, 77 / 77 Sunset Strip (телесериал, 1 эпизод)
- 1959 — Ричард Даймонд, Частный Детектив / Richard Diamond, Private Eye (телесериал, 1 эпизод)
- 1959 — За закрытыми дверьми / Behind Closed Doors (телесериал, 1 эпизод)
- 1959 — Питер Ганн / Peter Gunn (телесериал, 1 эпизод)
- 1959 — Мир гигантов / World of Giants (телесериал, 1 эпизод)
- 1959 — Бронко / Bronco (телесериал, 1 эпизод)
- 1959 — Мистер Счастливчик / Mr. Lucky (телесериал, 1 эпизод)
- 1960 — Канат / Tightrope (телесериал, 1 эпизод)
- 1960 — Детективное шоу «Шеви» / The Chevy Mystery Show (телесериал, 4 эпизода)
- 1960 — Триллер / Thriller (телесериал, 1 эпизод)
- 1960 — Дни в долине смерти / Death Valley Days (телесериал, 1 эпизод)
- 1960-62 — Гавайский глаз / Hawaiian Eye (телесериал, 2 эпизода)
- 1961 — Сёрфсайд 6 / Surfside 6 (телесериал, 1 эпизод)
- 1961 — Стрелок / Rifleman (телесериал, 1 эпизод)
- 1961 — Американцы / The Americans (телесериал, 1 эпизод)
- 1961 — Ревущие 20-е / The Roaring 20’s (телесериал, 1 эпизод)
- 1961 — Бонанза / Bonanza (телесериал, 1 эпизод)
- 1961 — Высокий человек / The Tall Man (телесериал, 1 эпизод)
- 1962 — Мистер Эд / Mister Ed (телесериал, 1 эпизод)
- 1962 — Приключения в раю / Adventures in Paradise (телесериал, 1 эпизод)
- 1962 — Пит и Глэдис / Pete and Gladys (телесериал, 1 эпизод)
- 1964 — Гриндл / Grindl (телесериал, 1 эпизод)
- 1964 — Путешествие на дно океана / Voyage to the Bottom of the Sea (телесериал, 1 эпизод)
- 1965 — Человек из А. Н. К. Л. / The Man from U.N.C.L.E. (телесериал, 1 эпизод)
- 1965 — Меморандум для шпиона / Memorandum for a Spy (телефильм)
- 1965 — Правосудие Берка / Burke’s Law (телесериал, 1 эпизод)
- 1965-66 — Боб Хоуп представляет Театр «Крайслер» / Bob Hope Presents the Chrysler Theatre (телесериал, 4 эпизода)
- 1967 — Спасай свою жизнь / Run for Your Life (телесериал, 1 эпизод)
- 1967 — Гориллы Гаррисона / Garrison’s Gorillas (телесериал, 1 эпизод)
- 1967 — Напряги извилины / Get Smart (телесериал, 1 эпизод)
- 1967 — Дэниэл Бун / Daniel Boone (телесериал, 2 эпизода)
- 1970 — Требуется вор / It Takes a Thief (телесериал, 1 эпизод)
- 1971 — ФБР / The F.B.I. (телесериал, 1 эпизод)
- 1971 — Лонгстрит / Longstreet (телесериал, 1 эпизод)
- 1976 — Богач, бедняк / Rich Man, Poor Man (мини-сериал)
- 1978 — Радио Цинциннати / WKRP in Cincinnati (телесериал, 1 эпизод)